# Papà... è in viaggio d'affari
Papà... è in viaggio d'affari (Otac na službenom putu) è un film del 1985 diretto da Emir Kusturica, vincitore della Palma d'oro come miglior film al 38º Festival di Cannes. Fu nominato all'Oscar al miglior film straniero.

## Trama
1950, Sarajevo, due anni dopo che Tito ha rotto con l'Unione Sovietica stalinista. A causa della situazione politica, la popolazione jugoslava è estremamente incerta; anche i comunisti come Mehmed non sanno cosa possono o non possono dire. Mehmed vive a Sarajevo con la moglie e i due figli. Allo stesso tempo, ha una relazione con l'attraente Ankica, che è idolatrata dal cognato, segretario del partito. Il cognato si libera del rivale denunciandolo, così Mehmed viene mandato in una miniera di carbone per i lavori forzati. La moglie Sena dice ai figli che il padre è in viaggio d'affari. Malik, sei anni, crede alla storia della madre.
Dopo qualche mese vanno a trovare il padre, ma è solo quando questi viene mandato in esilio a Zvornik per costruire una centrale idroelettrica che la famiglia può tornare a vivere insieme. Sena e i figli vanno a vivere con Mehmed in esilio. Lì, il dottor Liakhov è il migliore amico di Mehmed. Il figlio di Mehmed, Malik, si innamora della figlia del dottor Liakhov, ma lei è malata terminale. Poco dopo la morte della ragazza, il padre di Mehmed riceve la notizia che il bando è stato revocato e la famiglia può tornare a Sarajevo. Nel 1952, la famiglia torna a casa.

## Ambientazione storica
Il film è ambientato in Jugoslavia nel cosiddetto "periodo dell'Informbiro" (1948-1955), ovvero gli anni che vanno dalla rottura tra Tito e Stalin al riappacificamento tra Jugoslavia e Russia sotto Chruščëv. Quel periodo fu caratterizzato dalla repressione di chi continuava a dimostrare lealtà o simpatia per l'Unione Sovietica; i sospetti venivano deportati principalmente nel campo di lavoro di Goli Otok.
(Emir Kusturica)

## Realizzazione
Nel libro autobiografico Dove sono in questa storia, Kusturica racconta le difficoltà che hanno preceduto la realizzazione del film a causa del delicato tema storico. Venivano richieste continue modifiche alla sceneggiatura e il regista, esasperato, pensò di andare a realizzarlo a Belgrado, a quei tempi più aperta di Sarajevo. Il film poté essere realizzato grazie all'interessamento personale di Cvijetin Mijatović, ex presidente della Jugoslavia.

## Riconoscimenti
- 1985 - Festival di Cannes
  - Palma d'oro
  - Premio FIPRESCI
- 1985 - Festival del cinema di Pola
  - Miglior film